# Arizona (film)
Arizona is een Amerikaanse western uit 1940, geregisseerd door Wesley Ruggles en met in de hoofdrollen Jean Arthur, William Holden en Warren William.
Victor Young werd genomineerd voor de Academy Award voor Beste Originele Muziek.

## Verhaal
Het leven in het Arizona-territorium in het begin van 1861 is zwaar, maar Phoebe Titus, de enige Amerikaanse vrouw in de pioniersgemeenschap van Tucson (Arizona), is opgewassen tegen de uitdaging. Ze trekt de aandacht van Peter Muncie, een knappe jongeman met een wagon train die op doorreis is naar Californië. Hij begint haar het hof te maken, maar vertelt haar dat hij nog niet klaar is om zich ergens te vestigen. Phoebe biedt hem een baan aan om leiding te geven aan een nieuw transportbedrijf dat ze zojuist heeft opgericht met winkelier Solomon Warner, maar Peter is vastbesloten om Californië te zien en belooft terug te keren wanneer zijn wanderlust bevredigd is.
Een dandy genaamd Jefferson Carteret verschijnt net als de burgeroorlog uitbreekt. Hij helpt Phoebe de aarzelende inwoners over te halen om te blijven nadat het Unie-garnizoen zich heeft teruggetrokken, waardoor ze geen bescherming hebben tegen de Indianen. Carteret doet zich voor als Phoebe's vriend, maar dwingt haar concurrent Lazarus Ward om hem een geheime partner te maken.
Carteret en Ward proberen Phoebe's bedrijf te vernietigen en omkopen de indiaanse leider Mano met wapens om haar wagons aan te vallen. De Confederatie wint tijdelijk de steun van de gemeenschap door troepen te sturen, maar deze worden al snel teruggeroepen naar het oosten. Unie-troepen van de California Column, met onder hen Peter als sergeant, keren in april 1862 terug, net op het moment dat de situatie in Tucson wanhopig wordt. Peter helpt Phoebe een lucratief legercontract binnen te halen, maar Carteret laat Ward haar belasteren bij de commandant van de Unie, bewerend dat ze munitie heeft geleverd aan de vertrokken Confederaten. Peter en Phoebe dwingen Ward met een geweer om de waarheid te vertellen en winnen het contract terug. Kort daarna loopt Peter's diensttijd af.
Phoebe overtuigt Peter om naar Nebraska te reizen om vee te kopen voor de ranch waarvan ze altijd heeft gedroomd. Ze heeft al veel land goedkoop gekocht van degenen die vanwege de problemen met de indianen zijn vertrokken. Het door het leger betaalde bedrag van $15.000 wordt echter gestolen door Carteret's mannen, verkleed als Mexicaanse bandieten. Carteret biedt aan om haar een lening te geven, met haar bedrijf en land als onderpand, en ze accepteert. Zes maanden later vertelt Carteret Phoebe dat haar lening de volgende dag vervalt.
Peter is echter nog maar een halve dag verwijderd met hun kudde. Carteret moedigt de indianen aan om aan te vallen, maar Peter en zijn mannen weten hen af te slaan. Peter dwingt een van Carteret's mannen tot een bekentenis, maar Carteret doodt de handlanger nadat hij Ward heeft neergeschoten. De stad viert feest terwijl Phoebe en Peter trouwen. Wanneer Peter de rekening met Carteret gaat vereffenen, worden er schoten gehoord, en Phoebe brengt haar lichtgewonde nieuwe echtgenoot naar huis.

## Rolverdeling
- Jean Arthur als Phoebe Titus
- William Holden als Peter Muncie
- Warren William als Jefferson Carteret
- Porter Hall als Lazarus Ward
- Edgar Buchanan als rechter Bogardus
- Paul Harvey als Solomon Warner
- George Chandler als Haley
- Byron Foulger als Pete Kitchen
- Regis Toomey als Grant Oury
- Paul Lopez als Estevan Ochoa
- Colin Tapley als Bart Massey
- Uvaldo Varela als Hilario Callego
- Earl Crawford als Joe Briggs
- Griff Barnett als Sam Hughes
- Ludwig Hardt als Meyer

## Productie

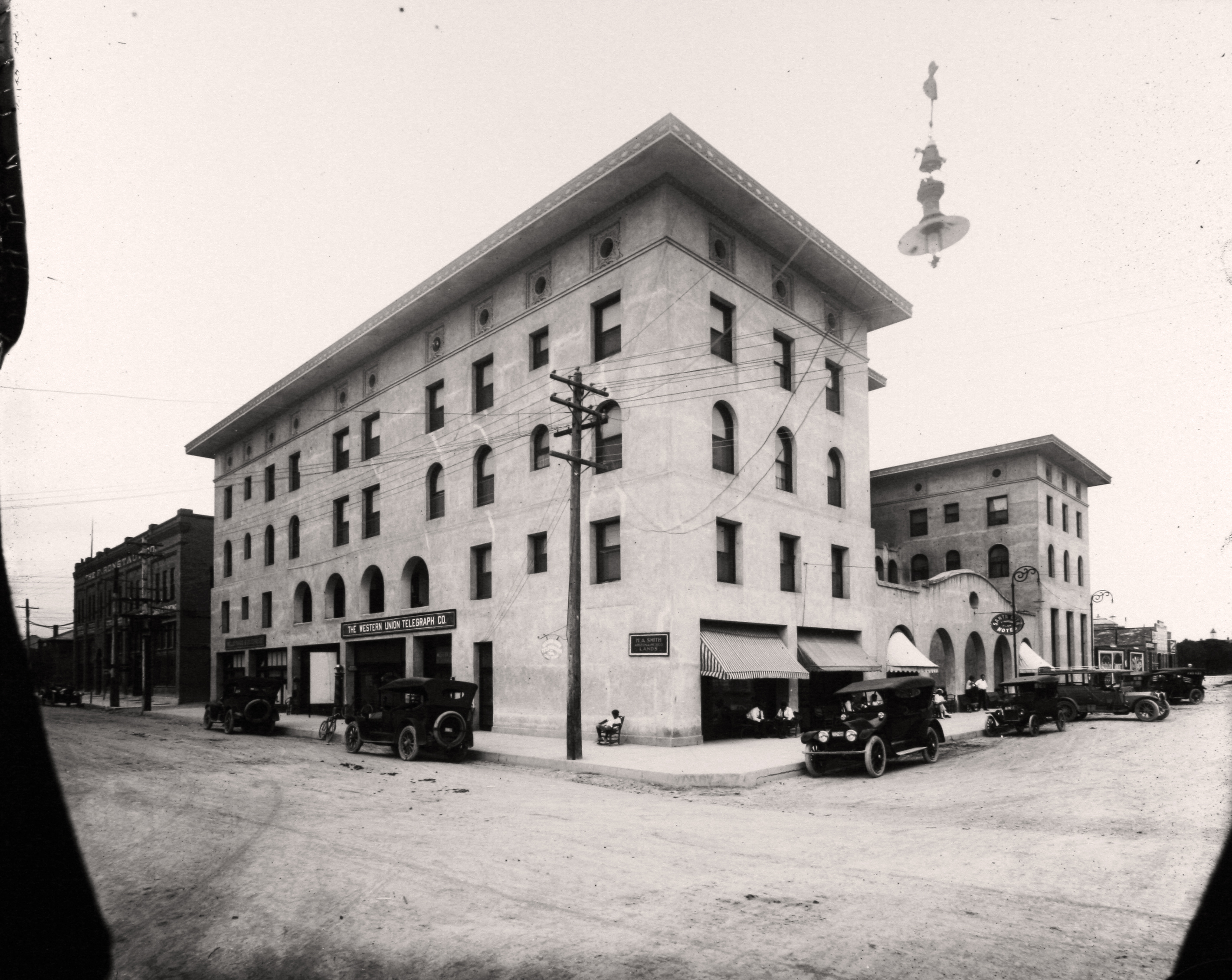
Santa Rita Hotel in Tucson, waar de cast en crew verbleven tijdens de productie

Ruggles las de roman Arizona van Clarence Budington Kelland in 1939 en vond dat het verhaal potentieel had voor een film. Hij stelde aan Columbia Studios voor om de film te regisseren in Tucson. Tijdens de verkenning op locatie vond hij een filmlocatie ongeveer 15 kilometer ten westen van het centrum van Tucson in de Sonorawoestijn, tegen de achtergrond van de Tucson Mountains. De opnames werden uitgesteld tot de lente van 1940 vanwege zorgen over de Tweede Wereldoorlog in Europa.
Om de film te draaien, werden 500 stuks vee, 150 ossen, zwerfhonden, 250 figuranten en crewleden verzameld. Tijdens de opnames verbleven de cast en crew in het Santa Rita Hotel in Tucson, en ze bezochten variétéshows en honkbalwedstrijden. Bij aankomst in Tucson was Arthur aanvankelijk twijfelachtig over het werken met Holden, haar romantische tegenspeler, die 18 jaar jonger was dan zij. Holden stond erop om zijn eigen rijscènes tijdens achtervolgingen en stunts te doen. Het filmen was een grote uitdaging vanwege de extreme hitte in de zomer, een factor waarmee de studio geen rekening had gehouden, waardoor vertragingen ontstonden die de film ruim over het budget van $2.000.000 brachten, wat resulteerde in een verlies van $500.000 voor Columbia. Ruggles kreeg de schuld van het verlies en werd nooit meer naar Tucson gestuurd om een film te draaien.
Na de opnames bleef de locatie enkele jaren inactief tijdens de Tweede Wereldoorlog, maar werd na de oorlog nieuw leven ingeblazen en omgevormd tot een volwaardige studio. De studio bestaat vandaag nog steeds als Old Tucson Studios.

## Ontvangst
De film ging in première in Tucson op 15 november, 1940, maar werd pas twee maanden later landelijk uitgebracht. De film werd niet goed ontvangen door critici, wat zijn matige prestaties aan de kassa beïnvloedde.
In een hedendaagse recensie voor The New York Times schreef criticus Theodore Strauss: "Ondanks de nauwgezette aandacht voor de recreatie van een fysiek authentieke nederzetting in de woestijn... mist Arizona het belangrijkste van alles—een verhaal met geloofwaardige personages. ... Arizona heeft noch de langzame opbouw van een episch thema, noch de levendige actie van een puur Westerse sensatie. Het zakt in onder het gewicht van zijn eigen pretenties."
J. E. Smyth zag de film als een poging om "Cimarron's epische revisionisme en historische ernst te herhalen." Hij beschreef Arizona als een "vroege feministische western." Scott Weinberg van DVD Talk gaf de film een beoordeling van 3,5 van de 5 sterren en schreef: "Het heeft een paar leuke actiescènes, een handvol grappige momenten en net genoeg slimmigheid en karakter om je twee uur lang te vermaken. Het is niet zo rauw als John Wayne of zo romantisch als Louis L'Amour, maar de film is een degelijke zwart-wit terugblik die Western-fans zeker zal vermaken."
Victor Young werd genomineerd voor de Oscar voor Beste Originele Muziek, terwijl Lionel Banks en Robert Peterson overwogen werden voor de Academy Award voor Beste Art Direction, Zwart-wit.